# 愛爾蘭問題

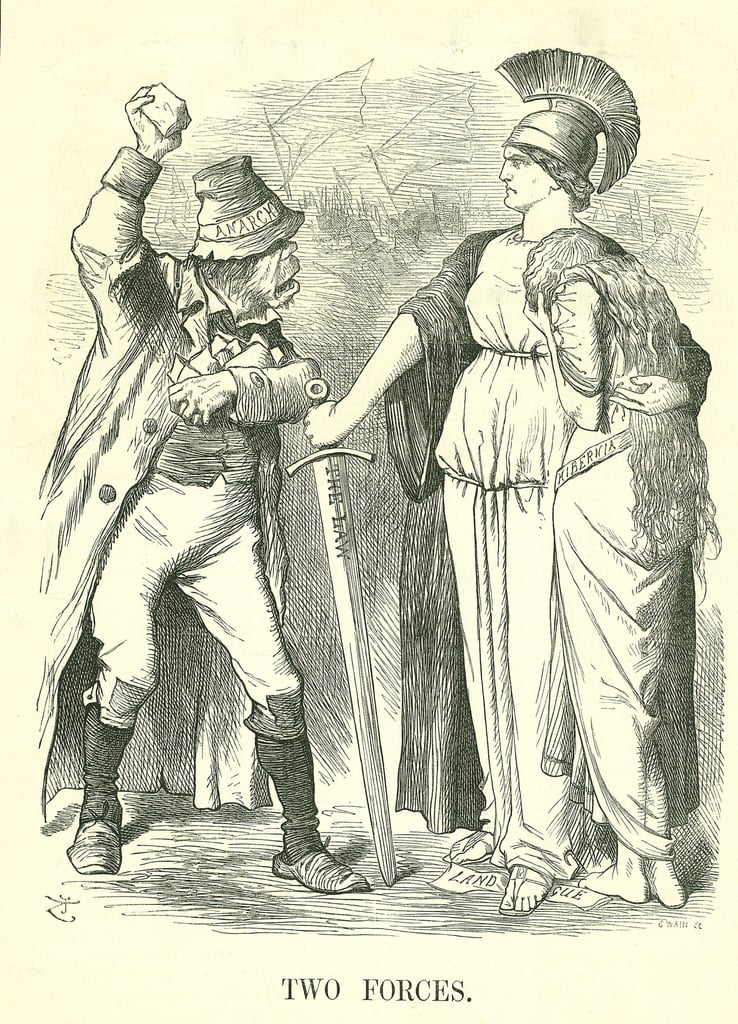
Britannia保護她的妹妹Hibernia免受愛爾蘭民族主義的無政府狀態– Punch，1881 年

愛爾蘭問題（Irish Question），指的是1800年～1820年代，英格蘭政府主要爭論的問題，目的是如何用平穩又和諧的方式壓制愛爾蘭民族主義，但是並未得到妥善解決，最終導致了愛爾蘭獨立。

## 內容

### 愛爾蘭未獨立前
根據《1800年聯合法案》，英格蘭政府將“愛爾蘭王國”與“大不列顛”合併為聯合王國，並將愛爾蘭議會與大不列顛議會合併為一個單一的管理機構，以英格蘭的用詞、習俗、法律為主，而愛爾蘭的則被邊緣化。英格蘭政府甚至把愛爾蘭議會設在威斯敏斯特，而非愛爾蘭島上，這樣做無疑使政府更加忽視愛爾蘭當地的情況及人民的感受。
1844 年，未來的英國首相本傑明·迪斯雷利 ( Benjamin Disraeli ) 定義了愛爾蘭問題：
人口稠密，極度痛苦，居住在一個島上，那裡有一個既定的教會，這不是他們的教會，以及一個領土貴族，其中最富有的人居住在外國首都。因此，你有一個飢餓的人口，一個缺席的貴族和一個陌生的教會；此外，他還是世界上最弱的執行官。這就是愛爾蘭問題。
—— 《國會議事錄》
在1868年的英國大選中，自由黨和愛爾蘭民族主義者基於愛爾蘭的錯誤必須得到糾正這一事實組成了聯盟。從1868年的大選到1929年，很可能是在後一年，自由黨的主要改革綱領是基於愛爾蘭改革。在威廉·尤爾特·格萊斯頓的第一個內閣期間，愛爾蘭人對他一共提出了三個“不滿”：“宗教的、農業的和民族主義的”。這些是但不限於羅馬天主教信仰自16世紀以來受到迫害，愛爾蘭的羊毛工業和英國地主等立法造成的貧困，以及使愛爾蘭政府的行為受制於“波伊寧法”接受亨利七世領導下的英格蘭政府。
1886年，隨著第一個自治法案在下議院的通過，“英愛爭吵”這個詞得到了青睞，比愛爾蘭問題的隱含屈尊更容易被接受。
愛爾蘭問題影響英國政治的方式與民族問題影響奧匈帝國的方式大致相同。由於對愛爾蘭的壓迫造成政治分歧，正常的英國國內問題無法得到充分解決。自由黨在地方自治問題上發生分裂，聯合派離開成立自由聯合黨，將控制權讓給保守黨，從而損害了進一步社會和政治改革的事業。

### 獨立後的當代用法
在20年代愛爾蘭獨立和島嶼分裂之後，與北愛爾蘭有關的問題通常也被稱為“麻煩”或“愛爾蘭問題”。
2017年，該術語還用於描述與英愛邊境相關的問題，英國退歐後，“渴望北愛爾蘭回歸愛爾蘭”成為這用詞更為常用的含義。

## 引用文獻
1. ↑  The State of Ireland,  Hansard, 16 February 1844
2. ↑  王苹. . 《外国文学评论》. 2012, (2). 全文公開於：. 凤凰资讯. 2018-06-05  [2020-12-12]. （原始内容存档于2020-12-12）.
3. ↑  Hayes, Carlton J.H. Hayes. . New York, USA: The Macmillan Company. 1929: 320, 321, and 322.
4. ↑  The Anglo-Irish Quarrel: A Plea for Peace, John O'Connor Power, London, 1886
5. ↑  Toynbee, Polly. . The Guardian. 27 November 2017  [2022-11-18]. （原始内容存档于2022-11-29）.
6. ↑  .   [2022-11-18]. （原始内容存档于2022-11-01）.